# 1922

Benito Mussolini durante un comizio

Il 1922 (MCMXXII in numeri romani) è un anno  del XX secolo.

## Eventi

### Gennaio
- 1º gennaio - Belgio: Il Regno del Belgio istituisce ufficialmente il bilinguismo, con documenti da stampare sia in francese che in olandese
- 2 gennaio
  - Russia bolscevica: Il governo sovietico pubblica dati statistici che mostrano che 1.766.118 persone furono giustiziate nella Rivoluzione d'Ottobre.
  - Germania: Il valore del marco tedesco scende a 1/32.000º della sterlina britannica o 1/133º di un penny britannico. Con un tasso di cambio di $ 4,86 per la sterlina britannica, il dollaro USA vale 6.600 marchi tedeschi e le banche americane si rifiutano di accettare il marco per il pagamento dei debiti.
- 3 gennaio
  - Turchia: In ottemperanza al Trattato di Ankara, firmato il 20 ottobre 1921, la Francia inizia il ritiro delle sue forze di occupazione dalla Turchia, incominciando con la partenza delle truppe dell'esercito francese nella provincia di Mersin.
  - Romania: Romania e Lettonia stabiliscono relazioni diplomatiche.
- 4 gennaio - Germania: Rappresentanti di Belgio, Francia e Gran Bretagna si incontrano a Cannes per una conferenza sull'incapacità della Germania di pagare le riparazioni.
- 5 gennaio
  - Irlanda: Il corrispondente del London Times AB Kay, che stava pranzando in un pub di fronte al Dáil Éireann, è rapito  da membri armati dell'esercito repubblicano irlandese, arrabbiati per una storia che aveva scritto sull'opinione pubblica a Cork in merito al Trattato anglo-irlandese. Kay è rilasciato quella stessa notte.
  - Turchia: Le truppe di occupazione dell'esercito francese, la Legione armena francese, ritirano le loro forze di occupazione dalla città turca di Adana.
- 7 gennaio
  - Irlanda: Dopo settimane di dibattito, il Dáil Éireann vota con 64 voti a favore contro 57 per l'approvazione del Trattato anglo-irlandese.
  - Mongolia: Dogsomyn Bodoo, il primo Primo Ministro della Mongolia dall'indipendenza della nazione ad aprile 1921 e fondatore del Partito del Popolo mongolo, si dimette dopo sei mesi dopo essere diventato impopolare dalla sua campagna per riformare le tradizioni mongole, e per adattarle a quelle sovietiche, compreso il divieto di capelli lunghi e gioielli da donna. Dopo le sue dimissioni, il nuovo premier Sonomyn Damdinbazar accusa lui e altri ministri del governo di corruzione e tradimento e lo fa arrestare. Bodoo verrà giustiziato il 31 agosto.
  - Stati Uniti: La Conferenza navale di Washington decide di mettere fuori legge l'uso di gas nervini in guerra.
- 8 gennaio - Lituania: Nella Repubblica della Lituania centrale si svolgono le elezioni generali. La maggioranza degli abitanti vota per rimanere parte della Polonia, ma il governo lituano rifiuta di riconoscere il voto.
- 9 gennaio
  - Irlanda: Con un margine di soli due voti, Éamon de Valera è sconfitto nelle elezioni presidenziali del Dáil Éireann, perdendo 60 contro 58. "La rielezione di de Valera sarebbe stata equivalente alla revoca del trattato", con la creazione di due governi per l'Irlanda del sud e l'Irlanda del nord, come riportò il New York Times.
  - Danimarca: Il parlamento danese approva il finanziamento di 1,5 milioni di corone per i soccorsi contro la carestia russa
  - Palestina: Si tengono le prime elezioni per il Supremo consiglio islamico di recente costituzione, un organismo di quattro membri creato per sovrintendere ai tribunali religiosi e alle finanze nella Palestina britannica, e l'Hajj Amin al-Husseini di Gerusalemme è scelto come primo leader del consiglio. Le altre persone scelte dal collegio elettorale sono Muhammad Murad, mufti di Haifa; 'Abd al-Latif Salah di Nablus; e Abdullah Dajani di Giaffa
- 10 gennaio
  - Irlanda: Arthur Griffith è eletto presidente del Dáil Éireann dal voto unanime di tutti i 64 deputati rimasti dopo che tutti i 54 sostenitori di Eamonn de Valera se ne erano andati. L'assemblea si aggiorna quindi fino al 14 febbraio per dare al suo nuovo governo il tempo di iniziare l'organizzazione di quello che sarebbe diventato lo Stato Libero d'Irlanda.
  - Polonia: Il Sejm in Polonia approva un disegno di legge per introdurre il servizio militare obbligatorio di due anni.
- 11 gennaio - Romania: Nicolae Constantin Paulescu utilizza per primo l'insulina per trattare il diabete in un paziente umano.
- 12 gennaio
  - Francia: Aristide Briand si dimette da Primo Ministro francese.
  - Cina: Uno sciopero dei marinai nei porti di Hong Kong e a Canton quando i lavoratori cinesi della Seamen's Union vedono respinta la richiesta di un aumento di stipendio. Lo sciopero dura 52 giorni, terminando il 5 marzo dopo che le società hanno concordato di aumentare i salari del 15% con un tetto massimo del 30%.
- 13 gennaio
  - Germania
    - La conferenza di Cannes, sulle riparazioni tedesche, si conclude bruscamente dopo le dimissioni del primo ministro francese Briand, ma con un accordo per consentire alla Germania di sospendere temporaneamente i pagamenti delle riparazioni.
    - Adolf Hitler è condannato a tre mesi di prigione per aver interrotto un incontro in una birreria dove l'oratore Otto Ballerstedt era stati gravemente ferito.

  - Lituania: Si tengono le prime e le ultime elezioni per il Sejm di Vilnius, il parlamento della Repubblica della Lituania centrale, con lo scopo principale di votare a favore dell'annessione dello stato fantoccio alla Polonia. Il voto è boicottato dalla maggior parte dei lituani nella regione di Vilnius e i legislatori eletti sono quindi di origine polacca. Il 20 febbraio il nuovo parlamento vota per l'annessione legale della "repubblica" alla Polonia.
- 14 gennaio
  - Irlanda: Il Parlamento dell'Irlanda del Sud a Dublino ratifica formalmente il Trattato anglo-irlandese del 1921 e nomina Michael Collins presidente del governo provvisorio irlandese dello Stato libero.
  - Turchia: La proposta di evacuazione di 120.000 cristiani armeni dalla Turchia è richiesta da Paul Hymans, presidente della Società delle Nazioni, nel suo discorso al Consiglio della Lega mentre Haymans leggeva ad alta voce un telegramma che era stato inviato al cardinale Désiré-Joseph Mercier, il cattolico romano Primate del Belgio, dal Patriarcato armeno cattolico, chiedendo l'assistenza della Lega. Gabriel Hanotaux, rappresentante della Francia presso la Lega, informa il consiglio che la Francia ha lavorato per proteggere i cattolici armeni e altre minoranze cristiane in Cilicia da ulteriori violenze e vota  per stanziare 30 milioni di franchi francesi per quell'obiettivo. Il Consiglio prende la questione sotto consiglio e si aggiorna al 25 aprile.
- 15 gennaio
  - Francia: Raymond Poincaré diventa Primo Ministro della Francia per la seconda volta, dopo aver organizzato un nuovo Gabinetto dei ministri in sostituzione del Gabinetto di Aristide Briand.
  - Germania: Il processo per crimini di guerra di Lipsia, un tentativo delle potenze alleate di perseguire i cittadini dell'Impero tedesco che avevano commesso atrocità durante la prima guerra mondiale, si conclude quando la Commissione alleata si rende conto che consentire alla Repubblica tedesca di Weimar di condannare i criminali di guerra era stato inefficace.
- 16 gennaio
  - Russia bolscevica: L'Oblast' autonoma di Cabardino-Balcaria è creata all'interno della RSFSR mentre continuava lo scioglimento della Repubblica Socialista Sovietica Autonoma delle Montagne.
  - Romania: Take Ionescu si dimette dalla carica di Primo ministro della Romania.
- 17 gennaio
  - Romania: Ion I. C. Brătianu diventa Primo ministro della Romania per la quarta volta.
  - India: A seguito delle proteste della comunità sikh, il governo coloniale dell'India Britannica rilascia tutti gli attivisti sikh imprigionati arrestati per aver partecipato al movimento di non cooperazione. Il leader del movimento per l'indipendenza sikh, Baba Kharak Singh, è rilasciato dal carcere sei settimane dopo il suo arresto di novembre e gli è restituito il controllo del Tempio d'Oro ad Amritsar.
- 18 gennaio
  - Irlanda: Un gruppo di lavoratori disoccupati di Dublino, incluso il futuro noto autore Liam O'Flaherty, occupa la Rotunda Concert Hall per protestare contro "l'apatia delle autorità" e sventola una bandiera rossa da una delle finestre, attirando una folla inferocita.
  - Lituania: Kazys Grinius si dimette da Primo Ministro della Lituania dopo 18 mesi in carica, insieme al resto del suo governo, sulla scia dello "scandalo saccarina" che legava il suo ministro degli Esteri, Juozas Purickis, all'uso dei privilegi diplomatici per il contrabbando di zucchero. Il predecessore di Grinius, Ernestas Galvanauskas, forma un nuovo governo 15 giorni dopo, il 2 febbraio.
- 19 gennaio - Germania: La Repubblica di Weimar è autorizzata a rivendicare il suo edificio dell'ambasciata a Washington, che era stato confiscato durante la guerra.
- 20 gennaio
  - Città del Vaticano: Si aggravano le condizioni di salute di Benedetto XV
  - Lituania: L'Assemblea nazionale lituana approva l'abolizione dei titoli nobiliari e della pena capitale.
- 21 gennaio – Irlanda: L'occupazione della sala da concerto di Dublino termina quando gli occupanti lasciarono l'edificio sotto la protezione della polizia. [60]
- 22 gennaio – Città del Vaticano: Muore Papa Benedetto XV
- 23 gennaio – Stati Uniti: Il presidente degli Stati Uniti Warren G. Harding apre una conferenza sull'agricoltura a Washington. Nel discorso di apertura della conferenza Harding propone che l'industria agricola si organizzi sulla falsariga di altre industrie, con strumenti finanziari per fornire capitale operativo.
- 25 gennaio
  - Cina: Liang Shiyi è costretto a dimettersi da Premier della Repubblica Cinese dopo soli 32 giorni in carica. Il licenziamento di Liang è il risultato di un conflitto tra due signori della guerra, Wu Peifu della Cricca di Zhili, e il sostenitore di Liang, Zhang Zuolin, della Cricca del Fengtian. Con l'aggravarsi del conflitto, il 10 aprile scoppia la prima guerra Zhili-Fengtian che porterà  alla sconfitta di Wu da parte di Zhang il 18 giugno.
  - Nicaragua: Un distaccamento di marines americani è inviato ad invadere il Nicaragua per proteggere l'ambasciata americana nella capitale, Managua.
- 26 gennaio
  - Città del Vaticano: Papa Benedetto XV è sepolto nella Basilica di San Pietro.
  - Austria: Johann Schober si dimette da Cancelliere d'Austria. Walter Breisky divenne cancelliere ad interim.
  - Stati Uniti: La Camera dei rappresentanti degli Stati Uniti vota, 230 contro 119, per approvare il disegno di legge contro il linciaggio sponsorizzato dal membro del Congresso Leonidas C. Dyer del Missouri, che avrebbe reso il linciaggio un crimine federale. Il disegno di legge viene inviato al Senato degli Stati Uniti ma non è votato.
- 27 gennaio
  - Austria: Walter Breisky si dimette da Cancelliere d'Austria dopo un giorno. Johann Schober viene rinominato cancelliere.
  - India: massacro di Salanga, la polizia indiana britannica spara su una folla di attivisti indipendentisti bengalesi guidati da Abdur Rashid Tarkabagish.
- 28 gennaio - Stati Uniti: Novantasei persone muoiono e 133 rimangono ferite nel crollo del Knickerbocker Theatre di Washington, il cui tetto cede per la troppa neve accumulatasi.
- 29 gennaio - Portogallo: Si trengono le elezioni per la Camera dei Deputati e per il Senato della Repubblica del Portogallo. Il Partido Republicano Liberal del Primo Ministro Francisco Cunha Leal, perde oltre metà del suoi deputati, e il Partido Democrático di Afonso Costa emerge come il partito più votato.
- 30 gennaio - Paesi Bassi: La Corte permanente di giustizia internazionale, chiamata ufficiosamente "Corte Mondiale" e creata dalla Società delle Nazioni, tiene la sua prima sessione, convocandosi al Palazzo della Pace all'Aia nei Paesi Bassi. Nella sua prima sessione, i nove giudici e tre deputati eleggono Bernard Loder, un giudice della Corte suprema dei Paesi Bassi, come primo presidente della Corte permanente.

### Febbraio
- 1º febbraio
  - Stati Uniti: I rappresentanti delle cinque maggiori potenze mondiali rappresentate alla Conferenza sulla limitazione degli armamenti (Stati Uniti, Regno Unito, Giappone, Francia e Italia) e di altre quattro nazioni (Germania, Unione Sovietica, Cina, Belgio, Olanda e Portogallo) votano per adottare otto trattati, compreso il Trattato navale di Washington, con una cerimonia di firma prevista per il 6 febbraio.
  - Germania
    - 700.000 ferrovieri tedeschi scioperano per una settimana finché la loro controversia lavorativa non fu risolta.
    - Walther Rathenau diviene il nuovo ministro degli esteri tedesco.

  - Cina: Il governo britannico annuncia che avrebbe restituito il territorio di 288 miglia quadrate (750 km²) di Port Edward (ora Weihai nella provincia di Shandong) alla Cina in otto anni, come parte degli accordi raggiunti alla Conferenza sul disarmo di Washington.
- 2 febbraio
  - Francia: l'editore francese Darantiere stampa la prima edizione completa del controverso e rivoluzionario romanzo modernista Ulisse, dello scrittore irlandese James Joyce, compleanno di Joyce.
  - Stati Uniti: La Checker Motors Corporation è fondata a Kalamazoo, nel Michigan, dall'immigrato russo di 28 anni Morris Markin attraverso un'acquisizione da parte della sua Markin Automobile Company della Commonwealth Motor Company. Fornirà i servizi di taxi a New York.
  - Città del Vaticano: Inizia nella Cappella Sistina il Conclave per l'elezione del nuovo Papa.
  - Irlanda: Un ufficiale della Royal Irish Constabulary è ucciso in uno scontro tra il RIC e l'Irish Republican Army a Killarney. Inizia un'ondata di violenza in Irlanda.
  - Polonia: L'organizzazione giovanile comunista ebraica Komtsukunft è fondata in Polonia.
  - Unione Sovietica: Il quotidiano sovietico Pravda pubblica i risultati di un sondaggio tra i suoi lettori, contrari alla decisione di Vladimir Lenin di partecipare ad aprile a una conferenza economica a Genova, temendo potesse essere assassinato.
- 3 febbraio - Siria, Libano, Palestina, Israele: I confini tra le future repubbliche di Israele, Siria e Libano sono concordati da un comitato francese e britannico che raccomanda alle rispettive nazioni le aree per i mandati della Società delle Nazioni per la Palestina mandataria (sotto l'amministrazione britannica) e il mandato francese per la Siria e il Libano.
- 4 febbraio
  - India: in risposta all'uccisione di tre civili durante una manifestazione pacifica nella città indiana di Chauri Chaura, una folla  uccide 22 poliziotti intrappolandoli alla stazione di polizia cui viene dato fuoco.
  - Giappone: Alla Conferenza sulla limitazione degli armamenti, il Giappone accetta di ritirare le truppe dallo Shandong, ripristinare gli interessi tedeschi a Qingdao e restituire la ferrovia di Jinan alla Cina.
- 5 febbraio - Liechtenstein: si svolge il primo turno di votazioni per il Landtag del Liechtenstein. Mantiene la carica il primo ministro e leader dell'FBP Josef Ospelt.
- 6 febbraio
  - Città del Vaticano: Il conclave pontificio elegge nuovo papa l'arcivescovo di Milano Achille Ratti. Prende il nome di Pio XI.
  - Portogallo: António Maria da Silva diventa Primo ministro del Portogallo per la seconda volta.
  - Russia: Nella Unione Sovietica, la CEKA è sciolta e sostituita dalla Direzione politica statale.
  - Stati Uniti: La Conferenza sulla limitazione degli armamenti tra le principali nazioni del mondo si conclude a Washington con la firma del Trattato navale di Washington e del Trattato delle nove potenze sulla Cina.
- 7 febbraio
  - Gran Bretagna: Re Giorgio V apre una nuova sessione del Parlamento britannico. Nel suo discorso dal trono accoglie con favore gli accordi raggiunti nella Conferenza di Washington.
  - Francia: Marie Curie è eletta all'Académie Nationale de Médecine francese. È la prima volta che una donna è elevata a membro di una qualsiasi delle discipline dell'Accademia francese delle scienze.
  - Guatemala, Honduras, El Salvador, Costa Rica: Si scioglie la breve Seconda federazione del Centro America, nata il 19 gennaio 1921, fra i quattro stati centroamericani.
- 8 febbraio - Irlanda: L'Irish Republican Army rapisce e tiene in ostaggio 42 importanti lealisti e poliziotti della polizia speciale dell'Ulster. Su ordine del presidente dello Stato Libero d'Irlanda Michael Collins, 26 degli uomini sono rilasciati entro il 15 febbraio.
- 9 febbraio - Stati Uniti: Il World War Foreign Debts Commission Act, chiamato anche "Allied Debt Refunding Bill", è convertito in legge dal Presidente degli Stati Uniti Warren G. Harding, prevedendo una Commissione di rimborso di cinque membri per decidere i termini di recupero dei prestiti americani che avevano realizzato nel Regno Unito, Francia, Italia e Belgio.
- 10 febbraio
  - Russia: Il valore della valuta dell'Unione Sovietica, il rublo, scende ulteriormente sui cambi privati di quasi il 50 per cento, passando dal tasso di cambio ufficiale di 280.000 rubli per dollaro USA a "tra 500.000 e 600.000 per dollaro".
  - Irlanda: I volontari dell'Irish Republican Army attaccano una pattuglia della polizia speciale dell'Ulster a Clady, nella Contea di Tyrone. Un poliziotto è ucciso a colpi di arma da fuoco.
  - Stati Uniti: Il presidente degli Stati Uniti Harding appare di persona al Senato degli Stati Uniti con i sette trattati firmati alla conferenza sul disarmo ed esorta il Senato a prendere provvedimenti tempestivi per ratificarli.
- 24 febbraio – Italia, Milano: Va in scena, al Teatro Manzoni, la prima dell'Enrico IV di Pirandello
- 25 febbraio - Francia: nella prigione di St. Pierre, a Versailles, viene ghigliottinato Henri Désiré Landru seduttore ed omicida di dieci donne, ingannate con la promessa di matrimonio

### Marzo
- 4 marzo - Germania, Berlino: viene proiettato il film Nosferatu il vampiro di Friedrich Wilhelm Murnau
- 7 marzo - Italia, Milano: Eugenio Tosi (6 maggio 1864 – 7 gennaio 1929) diventa Arcivescovo di Milano

### Aprile
- 3 aprile - Russia bolscevica: Stalin diventa segretario generale del Partito comunista dell'Unione Sovietica
- 13 aprile - Stati Uniti: Lo stato del Massachusetts apre le sue cariche pubbliche alle donne
- 16 aprile - Italia: il Trattato di Rapallo sigla un riavvicinamento diplomatico tra la Repubblica di Weimar e la Russia bolscevica

### Maggio
- 25 maggio - Unione Sovietica: Lenin è colpito da trombosi

### Luglio
- 9 luglio - Stati Uniti: Johnny Weissmuller nuota i 100 metri stile libero in 58.6 secondi, infrangendo il record mondiale e la "barriera del minuto"
- 16 luglio - Italia: il Vado vince la prima Coppa Italia di calcio

### Agosto
- 27 agosto – Turchia: le forze militari turche entrano a Smirne, respingendo l'esercito greco dall'Anatolia
- 31 agosto – Grecia/Turchia:: incendio della città di Smirne ed esodo delle popolazioni greche dell'Asia Minore

### Settembre
- 13 settembre – Libia: El Azizia (al-ʿAzīziyya): fu registrata una temperatura errata di 57,8 °C, valore che per 90 anni è stato erroneamente ritenuto la temperatura più elevata mai registrata sulla terra: ufficialmente è stata stimata una sovrastima di almeno 7 °C rispetto alla temperatura effettiva[1]
- 27 settembre – Grecia: abdicazione di Costantino I di Grecia

### Ottobre
- Ottobre - Svizzera: prima pubblicazione del poemetto The waste land di Thomas Stearns Eliot
- 1º ottobre – 1º novembre – Turchia: abolizione del sultanato in Turchia
- 18 ottobre - Nasce il servizio radiotelevisivo britannico, la BBC
- 28 ottobre - Italia: Marcia su Roma. Due giorni dopo Benito Mussolini riceve dal re Vittorio Emanuele III l'incarico di primo ministro e di conseguenza quello di formare il nuovo governo

### Novembre
- 1º novembre - il Governo della Grande assemblea nazionale turca abolisce il sultanato ottomano, ponendo fine all'impero ottomano che durava rispettivamente dal 1299, con Osman I e l'istituzione del sultanato. L'impero esistì per 623 anni.
- 4 novembre – Egitto: l'archeologo inglese Howard Carter scopre, nella Valle dei Re, la tomba del faraone Tutankhamon
- 15 novembre - Unione Sovietica: La Repubblica dell'Estremo Oriente viene incorporata nell'Unione Sovietica
- 17 novembre -  sedici giorno dopo la fine dell'impero ottomano, l'ultimo sultano e centesimo califfo islamico Mehmet VI lascia la capitale ottomana, Costantinopoli, a bordo di una nave da guerra britannica. Come califfo gli succede Abdümecid II

### Dicembre
- 3 dicembre - Italia: viene istituito il Parco nazionale del Gran Paradiso
- 16 dicembre – Polonia: Il primo presidente polacco Gabriel Narutowicz viene assassinato
- 27 dicembre – Egitto: viene rimosso il primo oggetto dalla tomba di Tutankhamon
- 30 dicembre - Unione Sovietica, Mosca: il primo congresso pansovietico istituisce l'Unione delle Repubbliche Socialiste Sovietiche (URSS)

## Nati
Ci sono circa 2 150 voci su persone nate nel 1922; vedi la pagina Nati nel 1922 per un elenco descrittivo o la categoria Nati nel 1922 per un indice alfabetico.

## Morti
Ci sono circa 560 voci su persone morte nel 1922; vedi la pagina Morti nel 1922 per un elenco descrittivo o la categoria Morti nel 1922 per un indice alfabetico.

## Calendario
| Calendario 1922 | Calendario 1922 | Calendario 1922 | Calendario 1922 | Calendario 1922 | Calendario 1922 | Calendario 1922 | Calendario 1922 | Calendario 1922 | Calendario 1922 | Calendario 1922 | Calendario 1922 | Calendario 1922 | Calendario 1922 | Calendario 1922 | Calendario 1922 | Calendario 1922 | Calendario 1922 | Calendario 1922 | Calendario 1922 | Calendario 1922 | Calendario 1922 | Calendario 1922 | Calendario 1922 | Calendario 1922 | Calendario 1922 | Calendario 1922 | Calendario 1922 | Calendario 1922 | Calendario 1922 | Calendario 1922 | Calendario 1922 | Calendario 1922 |
| --------------- | --------------- | --------------- | --------------- | --------------- | --------------- | --------------- | --------------- | --------------- | --------------- | --------------- | --------------- | --------------- | --------------- | --------------- | --------------- | --------------- | --------------- | --------------- | --------------- | --------------- | --------------- | --------------- | --------------- | --------------- | --------------- | --------------- | --------------- | --------------- | --------------- | --------------- | --------------- | --------------- |
|                 | 1               | 2               | 3               | 4               | 5               | 6               | 7               | 8               | 9               | 10              | 11              | 12              | 13              | 14              | 15              | 16              | 17              | 18              | 19              | 20              | 21              | 22              | 23              | 24              | 25              | 26              | 27              | 28              | 29              | 30              | 31              |                 |
| Gennaio         | Do              | Lu              | Ma              | Me              | Gi              | Ve              | Sa              | Do              | Lu              | Ma              | Me              | Gi              | Ve              | Sa              | Do              | Lu              | Ma              | Me              | Gi              | Ve              | Sa              | Do              | Lu              | Ma              | Me              | Gi              | Ve              | Sa              | Do              | Lu              | Ma              |                 |
| Febbraio        | Me              | Gi              | Ve              | Sa              | Do              | Lu              | Ma              | Me              | Gi              | Ve              | Sa              | Do              | Lu              | Ma              | Me              | Gi              | Ve              | Sa              | Do              | Lu              | Ma              | Me              | Gi              | Ve              | Sa              | Do              | Lu              | Ma              |                 |                 |                 |                 |
| Marzo           | Me              | Gi              | Ve              | Sa              | Do              | Lu              | Ma              | Me              | Gi              | Ve              | Sa              | Do              | Lu              | Ma              | Me              | Gi              | Ve              | Sa              | Do              | Lu              | Ma              | Me              | Gi              | Ve              | Sa              | Do              | Lu              | Ma              | Me              | Gi              | Ve              |                 |
| Aprile          | Sa              | Do              | Lu              | Ma              | Me              | Gi              | Ve              | Sa              | Do              | Lu              | Ma              | Me              | Gi              | Ve              | Sa              | Do              | Lu              | Ma              | Me              | Gi              | Ve              | Sa              | Do              | Lu              | Ma              | Me              | Gi              | Ve              | Sa              | Do              |                 |                 |
| Maggio          | Lu              | Ma              | Me              | Gi              | Ve              | Sa              | Do              | Lu              | Ma              | Me              | Gi              | Ve              | Sa              | Do              | Lu              | Ma              | Me              | Gi              | Ve              | Sa              | Do              | Lu              | Ma              | Me              | Gi              | Ve              | Sa              | Do              | Lu              | Ma              | Me              |                 |
| Giugno          | Gi              | Ve              | Sa              | Do              | Lu              | Ma              | Me              | Gi              | Ve              | Sa              | Do              | Lu              | Ma              | Me              | Gi              | Ve              | Sa              | Do              | Lu              | Ma              | Me              | Gi              | Ve              | Sa              | Do              | Lu              | Ma              | Me              | Gi              | Ve              |                 |                 |
| Luglio          | Sa              | Do              | Lu              | Ma              | Me              | Gi              | Ve              | Sa              | Do              | Lu              | Ma              | Me              | Gi              | Ve              | Sa              | Do              | Lu              | Ma              | Me              | Gi              | Ve              | Sa              | Do              | Lu              | Ma              | Me              | Gi              | Ve              | Sa              | Do              | Lu              |                 |
| Agosto          | Ma              | Me              | Gi              | Ve              | Sa              | Do              | Lu              | Ma              | Me              | Gi              | Ve              | Sa              | Do              | Lu              | Ma              | Me              | Gi              | Ve              | Sa              | Do              | Lu              | Ma              | Me              | Gi              | Ve              | Sa              | Do              | Lu              | Ma              | Me              | Gi              |                 |
| Settembre       | Ve              | Sa              | Do              | Lu              | Ma              | Me              | Gi              | Ve              | Sa              | Do              | Lu              | Ma              | Me              | Gi              | Ve              | Sa              | Do              | Lu              | Ma              | Me              | Gi              | Ve              | Sa              | Do              | Lu              | Ma              | Me              | Gi              | Ve              | Sa              |                 |                 |
| Ottobre         | Do              | Lu              | Ma              | Me              | Gi              | Ve              | Sa              | Do              | Lu              | Ma              | Me              | Gi              | Ve              | Sa              | Do              | Lu              | Ma              | Me              | Gi              | Ve              | Sa              | Do              | Lu              | Ma              | Me              | Gi              | Ve              | Sa              | Do              | Lu              | Ma              |                 |
| Novembre        | Me              | Gi              | Ve              | Sa              | Do              | Lu              | Ma              | Me              | Gi              | Ve              | Sa              | Do              | Lu              | Ma              | Me              | Gi              | Ve              | Sa              | Do              | Lu              | Ma              | Me              | Gi              | Ve              | Sa              | Do              | Lu              | Ma              | Me              | Gi              |                 |                 |
| Dicembre        | Ve              | Sa              | Do              | Lu              | Ma              | Me              | Gi              | Ve              | Sa              | Do              | Lu              | Ma              | Me              | Gi              | Ve              | Sa              | Do              | Lu              | Ma              | Me              | Gi              | Ve              | Sa              | Do              | Lu              | Ma              | Me              | Gi              | Ve              | Sa              | Do              |                 |

## Premi Nobel
In quest'anno sono stati conferiti i seguenti Premi Nobel:
- per la Pace: Fridtjof Nansen
- per la Letteratura: Jacinto Benavente
- per la Medicina: Archibald Vivian Hill, Otto Fritz Meyerhof
- per la Fisica: Niels Bohr
- per la Chimica: Francis William Aston